# Эберхард, Пауль
Пауль Эберхард (нем. Paul Eberhard; 30 октября 1917 — ?) — швейцарский бобслеист.

## Биография
Эберхард за всю свою карьеру завоевал всего одну медаль — это была серебряная медаль зимних Олимпийских игр 1948 года. Он соревновался среди экипажей двоек вместе с легендарным Фрицем Файерабендом. Среди экипажей четвёрок он занял только 8-е место вместе с Францем Капусом, Бернардом Шильтером и Вернером Шпрингом.
С 1947 по 1950 годы Эберхард был президентом Цюрихского бобслейного клуба.